# Tectosilicato

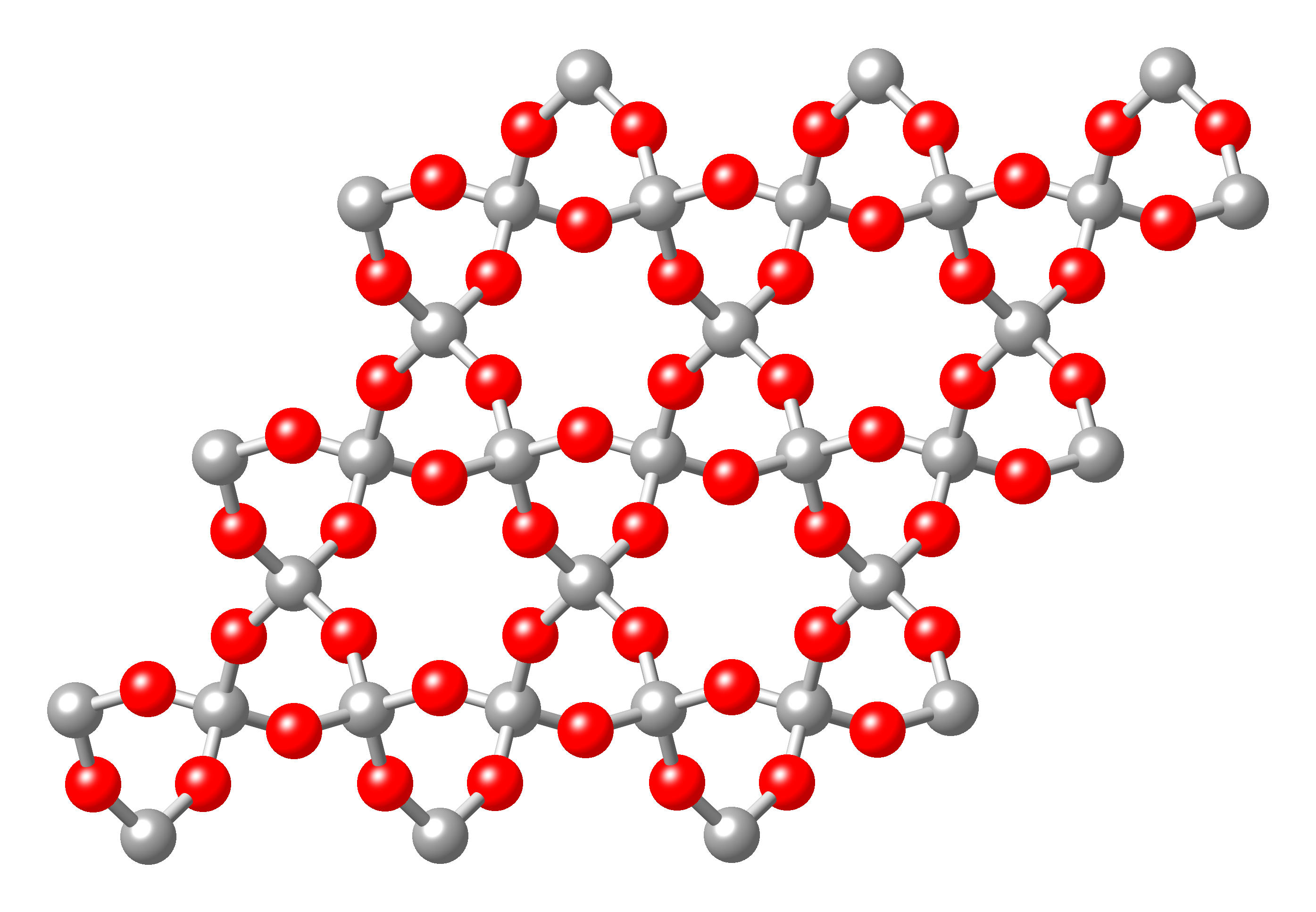
Esquema de la estructura interna tridimensional de un cuarzo (cuarzo-β). Las esferas rojas representan iones de oxígeno y las esferas grises iones de silicio.

Se denominan tectosilicatos, silicatos tridimensionales o silicatos de estructura en armazón a los minerales del grupo de los silicatos que se caracterizan por su estructura basada en un entramado tridimensional de tetraedros (ZO4) con los cuatro vértices ocupados por el ion O2- compartidos, lo que implica relaciones Z:O=1:2. La Z es silicio (Si) (la fórmula resultante es SiO2, sílice), pero parte del Si4+ puede ser reemplazado por Al3+ (en raras ocasiones por Fe3+, Ti3+ y B3+). Al suceder esto, las cargas negativas resultantes se compensan con la entrada de cationes grandes, como el K+, el Na+ o el Ca2+ (con menos frecuencia Ba2+, Sr2+ y Cs+). También pueden tener aniones complementarios F−, Cl−, S2−, CO32−, SO42−.
Los tectosilicatos son muy abundantes, constituyendo aproximadamente el 64% de los minerales de la corteza terrestre.

## Minerales
| Mineral             | Fórmula                            |
| Familia Cuarzo      |                                    |
| ------------------- | ---------------------------------- |
| Cuarzo              | SiO2                               |
| Tridimita           | SiO2                               |
| Cristobalita        | SiO2                               |
| Coesita             | SiO2                               |
| Stishovita          | SiO2                               |
| Moganita            | SiO2                               |
| Calcedonia          | SiO2                               |
| Grupo Feldespato    |                                    |
| Feldespato Potasio  |                                    |
| Microclina          | KAlSi3O8                           |
| Ortoclasa           | KAlSi3O8                           |
| Anortoclasa         | (Na,K)AlSi3O8                      |
| Sanidina            | KAlSi3O8                           |
| Plagioclasa         |                                    |
| Albita              | NaAlSi3O8                          |
| Oligoclasa          | (Na,Ca)(Si,Al)4O8                  |
| Andesina            | (Na,Ca)(Si,Al)4O8                  |
| Labradorita         | (Ca,Na)(Si,Al)4O8                  |
| Bytownita           | (Ca,Na)(Si,Al)4O8                  |
| Anortita            | CaAl2Si2O8                         |
| Grupo Feldespatoide |                                    |
| Noseana             | Na8Al6Si6O24(SO4)                  |
| Cancrinita          | Na6Ca2(CO3,Al6Si6O24) · 2 H2O      |
| Leucita             | KAlSi2O6                           |
| Nefelina            | (Na,K)AlSiO4                       |
| Sodalita            | Na8(AlSiO4)6Cl2                    |
| Haüyna              | (Na,Ca)4–8Al6Si6(O,S)24(SO4,Cl)1–2 |
| Lazurita            | (Na,Ca)8(AlSiO4)6(SO4,S,Cl)2       |
| Grupo Escapolita    |                                    |
| Marialita           | Na4(AlSi3O8)3(Cl2,CO3,SO4)         |
| Meionita            | Ca4(Al2Si2O8)3(Cl2CO3,SO4)         |
| Grupo Zeolita       |                                    |
| Natrolita           | Na2Al2Si3O10·2H2O                  |
| Erionita            | (Na2,K2,Ca)2Al4Si14O36·15H2O       |
| Chabasita           | CaAl2Si4O12·6H2O                   |
| Heulandita          | CaAl2Si7O18·6H2O                   |
| Estilbita           | NaCa2Al5Si13O36·17H2O              |
| Escolecita          | CaAl2Si3O10·3H2O                   |
| Mordenita           | (Ca,Na2,K2)Al2Si10O24·7H2O         |
| Analcima            | NaAlSi2O6·H2O                      |